# Регулярный язык
Регуля́рный язык (регуля́рное мно́жество) в теории формальных языков — множество слов, которое распознает некоторый конечный автомат. Класс регулярных множеств удобно изучать в целом, а полученные результаты оказываются применимы для достаточно широкого спектра формальных языков.

## Определение
Пусть {\displaystyle \Sigma } — конечный алфавит.
Регулярными языками в алфавите {\displaystyle \Sigma } называются множества слов, определяемые по индукции следующим образом:
1. Пустое множество ({\displaystyle \varnothing }) является регулярным языком.
2. Множество, состоящее из одной лишь пустой строки ({\displaystyle \{\varepsilon \}}) является регулярным языком.
3. Множество, состоящее из одного однобуквенного слова ({\displaystyle \{a\}}, где {\displaystyle a\in \Sigma }) является регулярным языком.
4. Если {\displaystyle \alpha } и {\displaystyle \beta } — регулярные языки, то их объединение ({\displaystyle \alpha \cup \beta }), конкатенация ({\displaystyle \alpha \beta }) и взятие звёздочки Клини ({\displaystyle \alpha ^{*}}) тоже являются регулярными языками.
5. Других регулярных языков нет.

## Связь автоматных и регулярных языков
Теорема Клини утверждает, что класс регулярных языков совпадает с классом языков распознаваемых конечным автоматом.
Это значит, что для любого конечного автомата множество слов, которое он допускает является регулярным языком. 
И обратно, для любого регулярного языка существует автомат, которые допускает слова из этого языка и только их.

## Распознаваемое подмножество моноида
Данное понятие можно обобщить на произвольный моноид. Подмножество L моноида M называется распознаваемым над M, если существует конечный автомат над M, который принимает L. Конечный автомат над M — это автомат, который принимает на вход элементы из M. Семейство распознаваемых подмножеств моноида M обычно обозначается {\displaystyle \mathrm {Rec} (M)}.
Так если M — свободный моноид {\displaystyle \Sigma ^{*}} над алфавитом {\displaystyle \Sigma }, то семейство {\displaystyle \mathrm {Rec} \left(\Sigma ^{*}\right)} является просто семейством регулярных языков {\displaystyle \mathrm {Reg} \left(\Sigma ^{*}\right)}.

## Общерегулярное множество
Существует аналог регулярного языка для множеств из сверхслов, бесконечных последовательностей над алфавитом.
Индуктивно введём понятие общерегулярного множества (сверхслов), далее просто общерегулярное множество, над алфавитом {\displaystyle A}:
1. Для любого регулярного языка {\displaystyle R} множество {\displaystyle R^{\infty }} - общерегулярно, где {\displaystyle R^{\infty }} - все возможные бесконечные последовательности слов из {\displaystyle R}.
2. Объединение общерегулярных множеств - общерегулярно.
3. Конкатенация регулярного языка и общерегулярного множества - общерегулярна, заметим, что конкатенация здесь имеет смысл только в этом порядке.

Верен и аналог теоремы Клини - теорема Мак-Нотона, для её описания потребуется ввести ряд определений.
```
Буква 

  

    

      

        
a

      

    

    
{\displaystyle a}

  

 сверхслова 

  

    

      

        
α

      

    

    
{\displaystyle \alpha }

  

 называется предельной, если существует последовательность 

  

    

      

        

          

            
{

            

              
j

              

                
i

              

            

            
}

          

          

            
i

            
=

            
1

          

          

            
∞

          

        

      

    

    
{\displaystyle {\{j_{i}\}}_{i=1}^{\infty }}

  

, такая что 

  

    

      

        
∀

        
i

        

        
α

        
(

        

          
j

          

            
i

          

        

        
)

        
=

        
a

      

    

    
{\displaystyle \forall i\;\alpha (j_{i})=a}

  

.
```

```
Множество предельных букв сверхслова 

  

    

      

        
α

      

    

    
{\displaystyle \alpha }

  

 называют его пределом и пишут: 

  

    

      

        
l

        
i

        
m

        
(

        
α

        
)

      

    

    
{\displaystyle lim(\alpha )}

  

.
```

Естественным образом можно определить работу автомата при подаче на него сверхслова.
```
Пусть 

  

    

      

        
V

        
=

        
(

        
A

        
,

        
Q

        
,

        
B

        
,

        
ϕ

        
,

        
ψ

        
,

        
q

        
)

      

    

    
{\displaystyle V=(A,Q,B,\phi ,\psi ,q)}

  

 - инициальный конечный автомат, 

  

    

      

        

          

            
{

            

              
B

              

                
i

              

            

            
}

          

          

            
i

            
=

            
1

          

          

            
N

          

        

      

    

    
{\displaystyle {\{B_{i}\}}_{i=1}^{N}}

  

 - множество подмножеств алфавита 

  

    

      

        
B

      

    

    
{\displaystyle B}

  

, тогда автомат 

  

    

      

        
V

      

    

    
{\displaystyle V}

  

 представляет 

  

    

      

        
E

        
⊂

        

          
A

          

            
∞

          

        

      

    

    
{\displaystyle E\subset A^{\infty }}

  

 с помощью выделенного набора подмножеств 

  

    

      

        

          

            
{

            

              
B

              

                
i

              

            

            
}

          

          

            
i

            
=

            
1

          

          

            
N

          

        

      

    

    
{\displaystyle {\{B_{i}\}}_{i=1}^{N}}

  

, если 

  

    

      

        
α

        
∈

        
E

        
⇔

        
∃

        
i

        
<

        
N

        
:

        
l

        
i

        
m

        
(

        

          

            

              
ψ

              
¯

            

          

        

        
(

        
q

        
,

        
α

        
)

        
)

        
=

        

          
B

          

            
i

          

        

      

    

    
{\displaystyle \alpha \in E\Leftrightarrow \exists i<N:lim({\bar {\psi }}(q,\alpha ))=B_{i}}

  

.
```

```
Подмножество 

  

    

      

        

          
A

          

            
∞

          

        

      

    

    
{\displaystyle A^{\infty }}

  

 называют сверхсобытием в алфавите 

  

    

      

        
A

      

    

    
{\displaystyle A}

  

.
```

```
Сверхсобытие называют представимым, если существует автомат 

  

    

      

        
V

        
=

        
(

        
A

        
,

        
Q

        
,

        
B

        
,

        
ϕ

        
,

        
ψ

        
,

        
q

        
)

      

    

    
{\displaystyle V=(A,Q,B,\phi ,\psi ,q)}

  

 и набор подмножеств 

  

    

      

        

          

            
{

            

              
B

              

                
i

              

            

            
}

          

          

            
i

            
=

            
1

          

          

            
N

          

        

      

    

    
{\displaystyle {\{B_{i}\}}_{i=1}^{N}}

  

 множества 

  

    

      

        
B

      

    

    
{\displaystyle B}

  

, такие что автомат 

  

    

      

        
V

      

    

    
{\displaystyle V}

  

 представляет это сверхсобытие с помощью 

  

    

      

        

          

            
{

            

              
B

              

                
i

              

            

            
}

          

          

            
i

            
=

            
1

          

          

            
N

          

        

      

    

    
{\displaystyle {\{B_{i}\}}_{i=1}^{N}}

  

.
```

Итак теорема Мак-Нотона утверждает, что множество представимых сверхсобытий совпадает с множеством общерегулярных множеств.